# 콘베르소
콘베르소(스페인어: converso)는 중세 스페인 시기, 유대교에서 기독교로 개종한 사람을 가리키는 용어이다.

## 개요
디아스포라에 의해 유럽 전역에 흩어진 유대인 중에서도 가장 많은 유대인이 향한 곳은 프랑스 남부에서 이베리아반도 남해안에 걸친 일대였다. 이 지역에 정착한 유대인들을 스파라드 유대인이라고 부른다. 이베리아반도의 스파라딤 정책은 서고트 왕국 시대부터 후우마이야 왕조와 레콩키스타 기간에 배격과 수용을 반복해왔으나, 12세기 이후 카스티야 왕국에서는 스파라딤의 정치력·경제력을 레콩키스타에 이용하는 정책이 이어졌다.
그러나 15세기 후반 레콩키스타가 점차 완료됨에 따라, 카스티야 여왕 이사벨 1세와 그 남편의 아라곤 왕 페르난도 2세는 이슬람교도와 함께 스파라딤을 배격의 대상으로 설정한다. 이는 아라곤과 카스티야라는 이질적인 기독교 국가를 하나의 나라로 통합하기위한 정책이었다. 한편 유대인 공동체 내부에서도 정권 핵심에 파고들고 있은 유력 유대인들은 차례로 기독교로 개종하고 콘베르소이 되어 갔다. 이런 배경에는 기독교의 왕권과 깊게 연결되어 이권을 확보하고 있는 유력 유대인들에 대한 유대인 공동체에서의 비판적 시선이 있었기 때문이다.

## 같이 보기
- 스파라드 유대인
- 마라노